# Mieke Docx
Mieke Docx (8 giugno 1996) è una ciclista su strada belga che corre per il team Lotto Ladies. È attiva in formazioni UCI dal 2017.

## Piazzamenti

### Grandi Giri
- Tour de France

2024: ritirata (7ª tappa)
- Vuelta a España

2024: 113ª

### Competizioni mondiali
- Campionati mondiali

Imola 2020 - In linea Elite: 102ª

### Competizioni continentali
- Campionati europei

Drenthe 2023 - In linea Elite: 19ª